# 華馬克室內體育館
華馬克室內體育館是一座位於泰國曼谷的室內體育館。興建於1998年，可容納8000人。它主要用於舉辦演唱會、籃球、五人制足球和排球賽事。

## 外部連結
- 體育館資訊 （泰文）

13°45′27″N 100°37′24″E / 13.75750°N 100.62333°E